# Vărădia
Vărădia là một xã thuộc hạt Caraș-Severin, România. Dân số thời điểm năm 2002 là 1536 người.